# سپکت جگوار
سپکت جگوار (SEPECAT Jaguar) هواگرد تهاجمی دوموتوره و تک‌سرنشینهٔ فرانسوی-بریتانیایی است که با همکاری بریتیش ایرکرفت و شرکت هوانوردی برگه در دهه ۱۹۶۰ طراحی شد. نخستین پیش‌نمونه این هواگرد تهاجمی در سال ۱۹۶۸ به پرواز درآمد و از سال ۱۹۷۳ در نیروی هوایی فرانسه و یک سال بعد در نیروی هوایی سلطنتی بریتانیا برای ماموریت‌های پشتیبانی هوایی نزدیک و بمباران ضربتی اتمی به کار گرفته شد. نیروی هوایی نیجریه، نیروی هوایی پادشاهی عمان، اکوادور و نیروی هوایی هند، دیگر خریداران جنگنده جگوار بودند و هندوستان، هنوز از این هواپیما در نیروی هوایی خود بهره می‌برد.
سهولت استفاده، اعتمادپذیری و قابلیت هدف‌گیری دقیق از امتیازات این جنگندهٔ سبک مافوق صوت است. نیروهای فرانسوی و انگلیسی جگوارهای خود را در عملیات طوفان صحرا در سال ۱۹۹۱ و جنگ کوزوو سال ۱۹۹۹ به کار گرفتند. نیروی هوایی هند در جنگ کارگل با پاکستان از این هواپیما برای بمباران اهداف زمینی استفاده کرد. این جنگنده در نبردهای دیگری در موریتانی و چاد هم به پرواز درآمده و سال‌ها به عنوان یک ابزار شلیک آماده‌باش بمب اتمی در خدمت بریتانیا، فرانسه و هندوستان بوده‌است. این هواپیما تا سال ۲۰۰۵ در فرانسه و تا سال ۲۰۰۷ در بریتانیا هواپیمای اصلی تهاجمی/ضربتی نیروی هوایی این دو کشور به‌شمار می‌رفت و پس از آن پاناویا تورنادو و یوروفایتر تایفون در بریتانیا و داسو رافال در فرانسه جایگزین آن شدند.

## طراحی و توسعه
طراحی جگوار از دهه ۱۹۶۰ به عنوان یک هواگرد آموزشی با قابلیت حملات سبک به اهداف زمینی آغاز شد که جایگزین هاوکر هانترهای انگلیسی و تی-۳۳ شوتینگ‌استارها و داسو میستره‌های فرانسوی شود. با همکاری برگه و بریتیش ایرکرافت، شرکت انگلیسی-فرانسوی سپکت (مخفف Société Européenne de Production de l'avion École de Combat et d'Appui Tactiqu به معنی شرکت اروپایی برای تولید یک هواپیمای تمرینی و پشتیبانی تاکتیکی) برای تولید بدنه پروازی این هواپیما تأسیس شد که یکی از نخستین همکاری‌های موفق و مهم نظامی انگلیسی‌ها و فرانسوی‌ها را رقم زد.
در طول دوره طراحی قابلیت پرواز مافوق صوت، انجام عملیات شناسایی و حملات تاکتیکی اتمی نیز به فهرست توانایی‌های این هواپیما افزوده شد و کاربرد تمرینی-آموزشی آن به فراموشی سپرده شد. حالا بریتانیایی‌ها جگوار را برای جایگزین اف-۴ فانتوم‌های خود در ماموریت‌های پشتیبانی نزدیک، شناسایی تاکتیکی و بمباران تاکتیکی می‌خواستند تا فانتوم‌ها بتوانند فقط در ماموریت‌های دفاع هوایی ایفای نقش کنند. حتی قرار بود مدل ناونشینی هم برای فرانسوی‌ها ساخته و جایگزین داسو اتاندار ۴های نیروی هوادریای این کشور شود که هواپیمای ارزان‌تر سوپر اتاندارد به آن ترجیح داده شد. این پروژه در نهایت از دل این اهداف و نیازهای متفاوت و نامرتبط به یک هواپیمای کاملاً متفاوت با پیش‌بینی‌های اولیه رسید؛ یک جنگنده نسبتاً پیشرفته و مافوق صوت که برای حمله به اهداف زمینی در محیط‌های پرخطر جنگی بهسازی شده بود.
نیاز دو کشور به یک جت تمرینی با قابلیت حمله سبک زمینی هم چندی بعد با ساخت آلفا جت در فرانسه و هاوک در بریتانیا برطرف شد.

## جگوار در هند

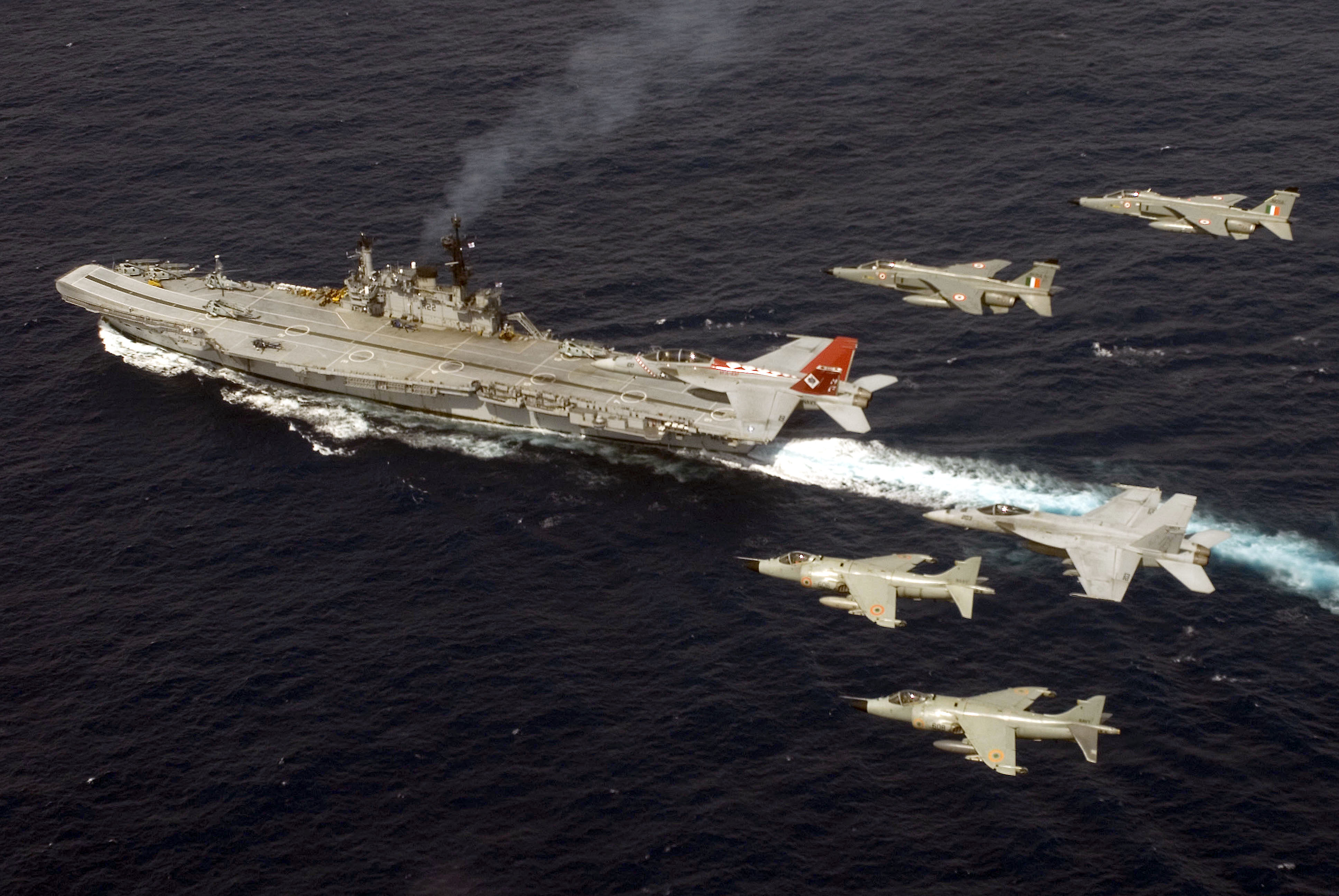
دو سوپر هورنت آمریکایی در کنار دو جنگنده هریر (پایین تصویر) و دو جگوار هندی (بالا) در کنار ناو هواپیمابر هندی ویرات

هندی‌ها از سال ۱۹۶۸ به خریداری جگوار اظهار علاقه کرده بودند و در نهایت ده سال بعد با یک قرارداد یک میلیارد دلاری برای خرید به بزرگترین مشتری صادراتی این جنگنده تبدیل شدند. این قرارداد بعد از یک پروسه طولانی ارزیابی جگوار و میراژ اف-۱ فرانسوی و ساب فیگن منعقد شد. بر اساس این قرارداد ۴۰ فروند جگوار در بریتانیا تولید شده و سپس ۱۲۰ فروند دیگر تحت لیسانس انگلیسی‌ها در شرکت هوانوردی هندوستان با نام محلی «شمشیر» تولید می‌شد.
شمشیرهای هندی در جنگ کارگیل با بمباران مواضع پاکستانی‌ها نقش مؤثری را ایفا کردند و در سال‌های ۱۹۸۷ تا ۱۹۹۰ هم در حمایت از نیروهای حافظ صلح هندی در سری‌لانکا ماموریت‌های شناسایی را به اجرا درآوردند. تعدادی از جگوارهای هندی هم به موشک‌های ضدکشتی دوربرد سی ایگل برای نبردهای دریایی مسلح شده‌اند. یکی از دلایل اهمیت جگوار برای ارتش هند این است که این جنگنده به همراه میراژ ۲۰۰۰ تنها هواپیماهای هندی هستند که توانایی شلیک بمب اتمی را دارند. هندی‌ها در دهه ۱۹۹۰ چندین بهسازی و ارتقا را بر روی این جنگنده‌ها اعمال کردند و قرار است از سال ۲۰۱۳ یک ارتقا کلی بر روی ۱۲۵ فروند از آن‌ها انجام شود. این ارتقا شامل نصب دستگاه‌های اویونیک جدید از جمله رادارهای چندوضعیتی و خلبان اتوماتیک تازه می‌شود و حتی ممکن است موتور جگوارها هم با موتور پرقدرت‌تر هانی‌ول اف۱۲۵آی‌ان تعویض شود تا عملکرد پروازی آن‌ها به ویژه در ارتفاع متوسط ارتقا پیدا کند.

## مشخصات فنی

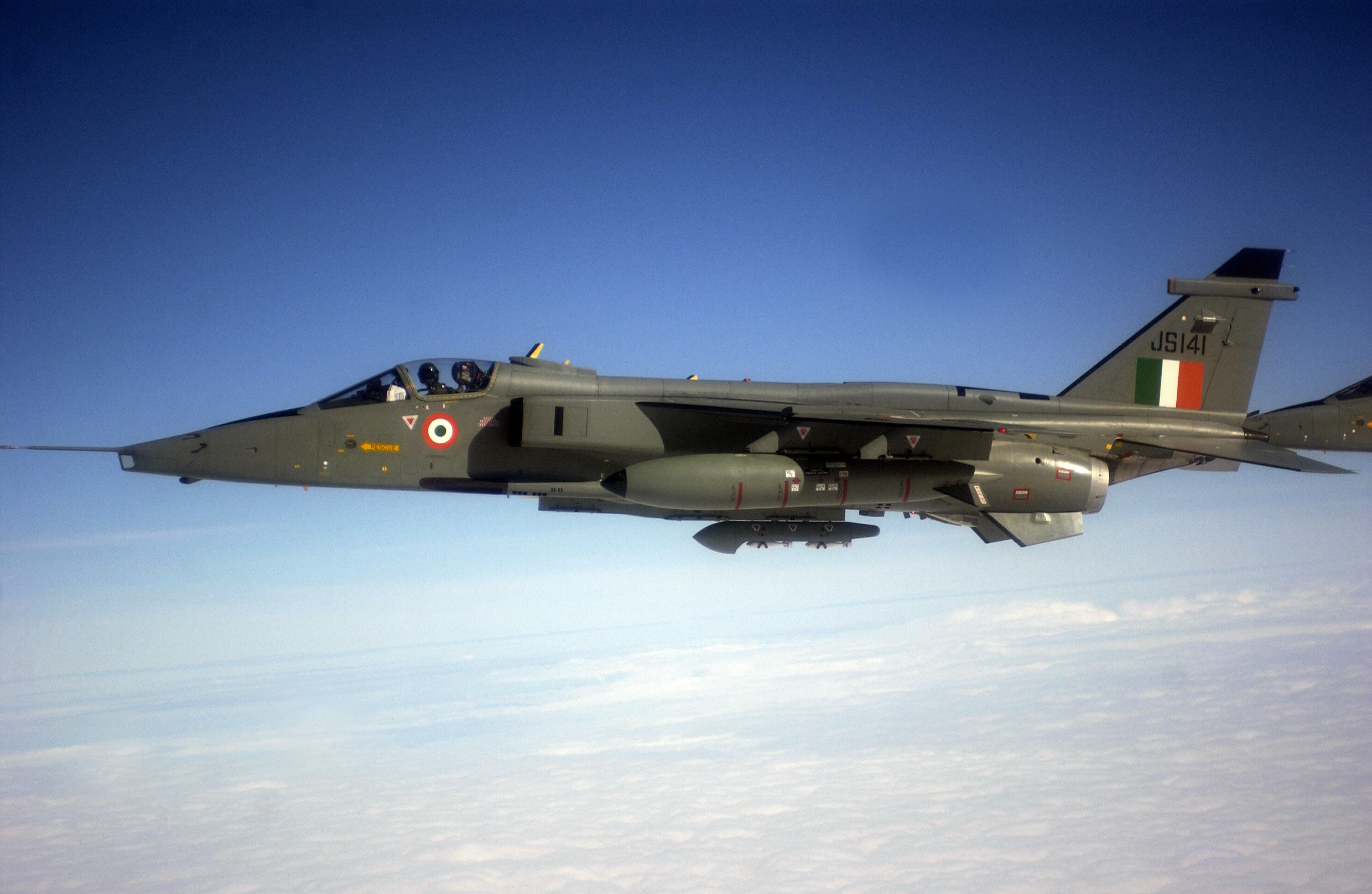
یک فروند جگوار هندی

نیروی محرکه این هواپیما را دو موتور توربوفن رولز-رویس توربومکا (آدور- مارک ۱۰۲) هر یک به کشش عادی ۲۳۲۰ کیلوگرم (معادل ۲۲٫۷۵ کیلو نیوتن گشتاوری) در حالت خشک و کشش ۳۳۱۳ کیلوگرم (معادل ۳۲٫۵ کیلو نیوتن نیروی گشتاور) با استفاده از پس‌سوز تأمین می‌کنند.
فاصله دو نوک بال جگوار از هم ۸٫۴۸ متر، طول مدل یک‌نفره ۱۵٫۵۲ متر و مدل دو نفره ۱۶٫۴۲ متر و ارتفاع کلی آن ۴٫۶۲ متر است. وزن خالی هواپیمای جگوار دقیقاً ۷ تن، وزن عادی به هنگام برخاست ۱۰۳۰۰ کیلوگرم و حداکثر وزن به هنگام برخاست ۱۵۵۰۰ کیلوگرم می‌باشد.
حداکثر سرعت این هواپیما در سطح دریا ۱۳۵۰ کیلومتر بر ساعت و در ارتفاع ۱۱ هزارمتری ۱۵۹۳ کیلومتر بر ساعت است. جگوار قادر است در ۱ دقیقه و ۳۰ ثانیه به ارتفاع ۹۱۴۵ متری (۳۰ هزار پایی) برسد و سقف پرواز خدمتی آن ۱۴ هزار متر از سطح دریاست.
برد عبوری جگوار با مخازن سوخت خارجی ۴۲۰۰ کیلومتر، شعاع آفندی در آفندهای بالا-پایین-بالا با سوخت داخلی ۸۰۰ کیلومتر و با سوخت خارجی ۱۳۰۰ کیلومتر است. شعاع آفندی در وضعیت پایین-پایین-پایین، یعنی پرواز کم‌ارتفاع در تمام مسیر، با سوخت داخلی معادل ۵۷۵ کیلومتر و با سوخت خارجی برابر ۸۵۰ کیلومتر است. مداومت پروازی جگوار در مأموریت آموزشی در ارتفاع بالا با سرعت زیر صوت ۳ ساعت است. مسافت فرود عادی ۸۶۰ متر و با استفاده از چتر ترمز ۵۸۰ متر و مسافت دورخیز برای برخاست ۴۷۰ متر می‌باشد.
جگوار با دو توپ مسلسل ۳۰ میلی‌متری DEFA مسلح شده که برای هر یک از آن‌ها ۱۵۰ گلوله حمله می‌شود. فقط ۵ جایگاه حمل جنگ‌افزار برای این هواپیما پیش‌بینی شده که چهار تای آن‌ها زیر بال و یکی در زیر بدنه قرار گرفته و در مجموع ظرفیت حمل چهار تن مهمات شامل راکت‌های ۶۸ میلی‌متری هوابه‌زمین، موشک ضدرادار ِ آاس.۳۷ مارتل، موشک هدایت لیزری آاس. ۳۰ال، موشک‌های هوابه‌هوای ماترا ار۵۵۰ ماژیک، انواع مختلف بمب‌های معمولی یا هدایت لیزری، بمب هسته‌ای دبلیوئی۱۷۷آ یا بمب هسته‌ای ای‌ان-۵۲ می‌شود.

## کاربران

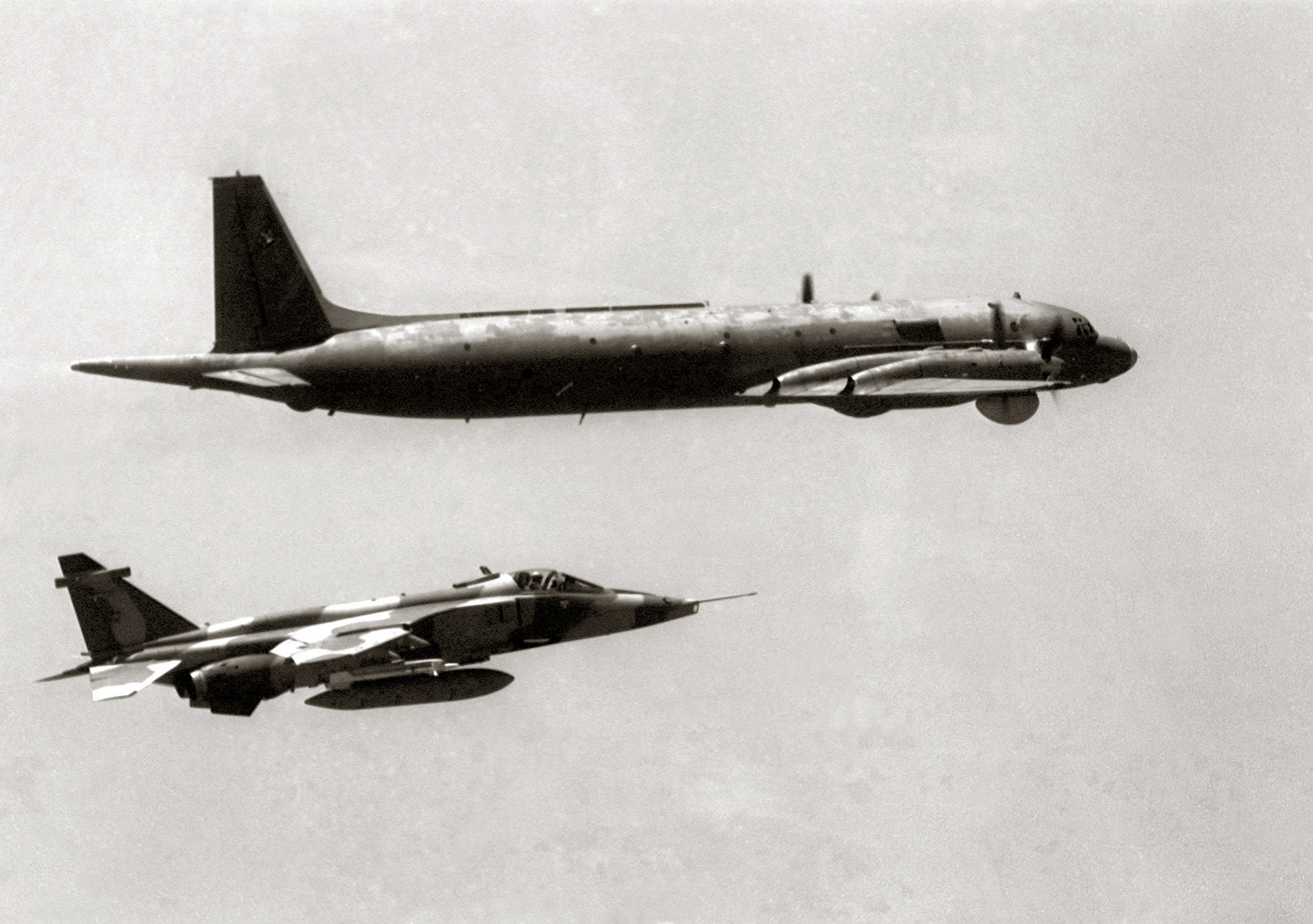
یک جگوار عمانی در حال رهگیری هواپیمای گشت دریایی ایلیوشین-۳۸ شوروی در سال ۱۹۸۷

علاوه بر فرانسه و بریتانیا چهار کشور هند، نیجریه، اکوادور و عمان نیز به خریداری جگوار اقدام کردند و مذاکرات بی‌نتیجه‌ای با چندین کشور دیگر هم برای خریداری این جنگنده انجام شد. ژاپنی‌ها به تولید داخلی جگوار اظهار علاقه کرده بودند اما در نهایت، با توجه به حق امتیاز قابل توجهی که سپکت درخواست کرده بود، منصرف شدند و به سراغ یک طرح بومی به نام میتسوبیشی اف-۱ رفتند و آن را به عنوان اولین جنگنده بومی پس از جنگ جهانی دوم خود، وارد خط تولید کردند. هواپیمایی که البته شباهت قابل توجهی هم به اف۱۶ داشت. کویت هم سفارشی برای خرید ۵۰ فروند جگوار و ۱۶ فروند میراژ اف-۱ ارائه کرده بود اما کمی بعد منصرف شده و تمام سفارش خود را به میراژ اف-۱ اختصاص داد. پاکستان هم پس از اینکه آمریکایی‌ها قبول نکردند هواپیمای مورد علاقه‌شان یعنی جنگنده تهاجمی دوربرد و زیرصوت ای-۷ کرسر را به آن‌ها بفروشند، خواستار خرید جگوار شدند اما موفق به خرید این جنگنده هم نشده و به جای آن طرح قدیمی‌تر اما امتحان پس‌دادهٔ میراژ ۵ را دریافت کردند.

### کاربران فعلی

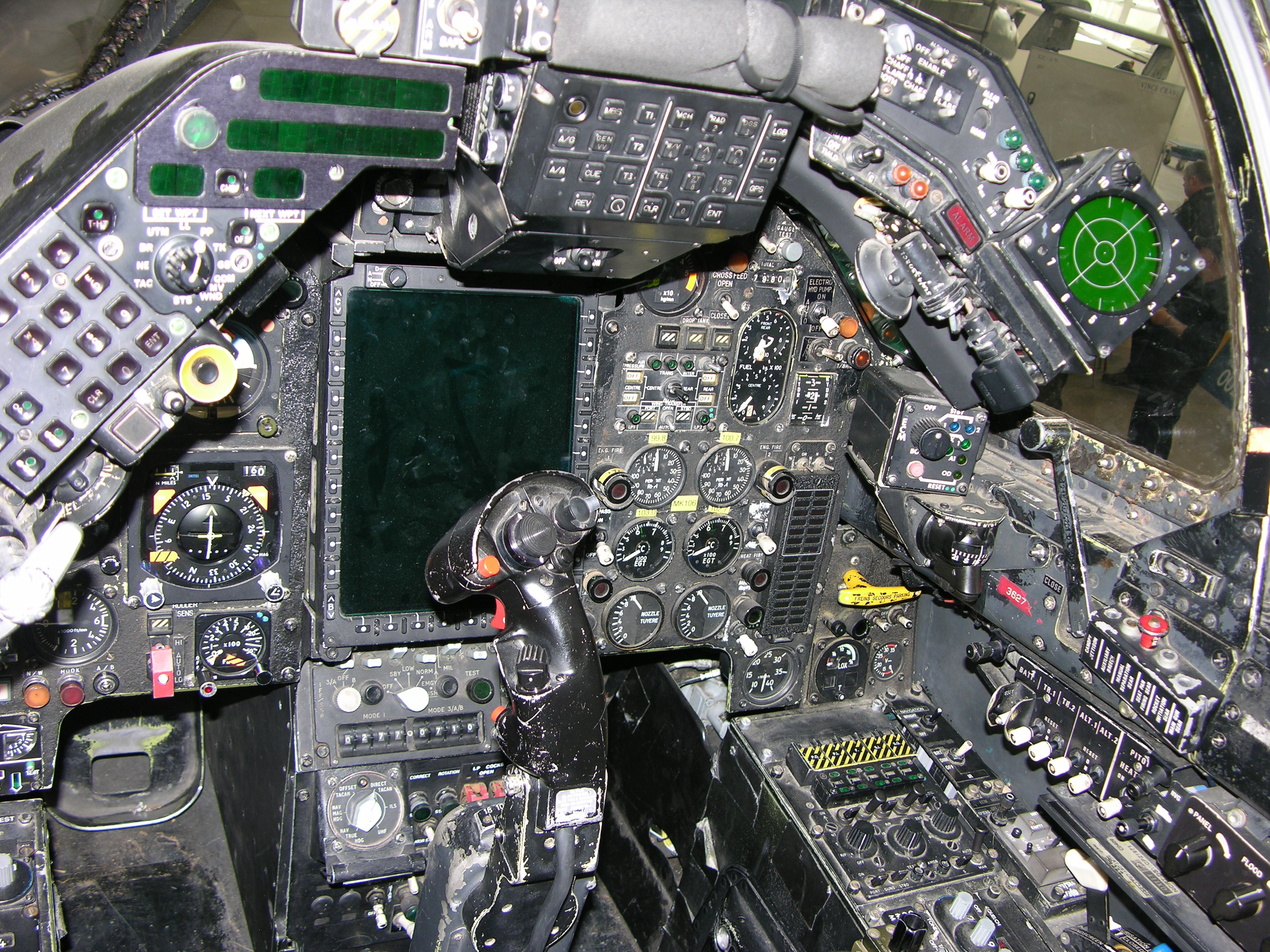
کابین خلبان جگوار انگلیسی

هند
- نیروی هوایی هند

### کاربران پیشین
اکوادور
- نیروی هوایی اکوادور: ۱۰ فروند جگوار تک‌سرنشینه و دو فروند دوسرنشینه در سال ۱۹۷۴ خریداری شد. در سال ۱۹۹۱ سه فروند جگوار دست‌دوم از بریتانیا خریداری شد. در جنگ سال ۱۹۹۵ با پرو از جگوارها برای ماموریت‌های حمله به زمین و گاهی هم برتری هوایی استفاده شد، اما بیشتر آن‌ها در حالت ذخیره نگه داشته شدند تا اگر درگیری به یک جنگ تمام عیار گسترش یافت به کار بیایند.

 فرانسه
- نیروی هوایی فرانسه: ۱۶۰ فروند جگوار تک‌سرنشینه و ۴۰ فروند دوسرنشینه که همگی بازنشسته شده‌اند.

 نیجریه
- نیروی هوایی نیجریه: ۱۳ فروند جگوار تک‌سرنشینه و ۵ فروند دوسرنشینه در سال ۱۹۸۴ خریداری شده و در سال ۱۹۹۱ به دلایل اقتصادی بازنشسته شدند.

 بریتانیا
- نیروی هوایی بریتانیا: ۱۶۵ فروند جگوار تک‌سرنشینه و ۳۸ فروند دوسرنشینه که همگی بازنشسته شده‌اند.

 عمان
- نیرو هوایی پادشاهی عمان: در مجموع ۲۴ فروند جگوار داشته که ۲۰ فروند تک سرنشینه و ۴ فروند دو سرنشینه که همگی در ۶ اوت ۲۰۱۴ بازنشسته شده‌اند.